# Isabel Forner
Isabel Forner Barelles (Almenara, 28 de noviembre de 1991)es una periodista española especializada en deportes.

## Trayectoria
Aunque inicialmente estuvo interesada por la medicina forense, finalmente Forner se licenció en Periodismo en la Universidad CEU Cardenal Herrera. Amplió su formación cursando el Máster de Radio en la Universidad Nebrija de la mano de Onda Cero, y también completó el Máster en Periodismo Deportivo, Radio y Televisión en la Universidad Villanueva.
Empezó trabajando en la radio universitaria Radio CEU y compaginó esta actividad como becaria en periódicos y medios digitales. En 2013, fue becaria de la emisora de radio COPE y posteriormente en Onda Cero donde desempeñó funciones de redactora y locutora en el programa Más de uno, marcando así sus primeros pasos en el campo profesional.
Se inició en el mundo del periodismo deportivo en 2016 en el programa de Los Manolos de Deportes Cuatro, uniéndose más tarde a los programas y retransmisiones de La Liga de Movistar Plus+  donde ha realizado la cobertura de partidos de la Liga Nacional de Fútbol Profesional  y la Liga de Campeones de la UEFA. Posteriormente, ha colaborado activamente en cadenas especializadas como Bein Sports, Gol Televisión o Fox Deportes.
Desde 2021, Forner participa como colaboradora en la cadena de televisión La Sexta, en el espacio de entretenimiento y humor Zapeando. Se ha especializado en la realización de entrevistas de campo en las retransmisiones deportivas, como en El golazo de Gol, de Gol Televisión. Tiene un canal propio en YouTube y en Fútbol IN en los que comparte contenidos deportivos.